# NGC 1438
NGC 1438 (również PGC 13760) – galaktyka spiralna z poprzeczką (SB0-a), znajdująca się w gwiazdozbiorze Erydanu. Odkrył ją 11 grudnia 1885 roku Ormond Stone. Galaktyka ta należy do gromady w Erydanie.